# 海鰱科
海鰱科（學名Elopidae）是輻鰭魚綱海鰱目的其中一科。

## 分布
本科魚類廣泛分布於印度太平洋間之水域。

## 深度
水深1至30公尺以上。

## 特徵
為最原始的硬骨魚之一，體延長而側扁。被小圓鱗，具銀色光澤，頭部無鱗。口大，位於吻端，下頷突出。側線顯著而直走。背鰭，臀鰭基底有鱗鞘。背鰭單一，在腹鰭起點略後，最後鰭條不延長。

## 分類
海鰱科僅有海鰱屬(Elops)有一屬，共7種，如下：
- 太平洋海鰱(Elops affinis)
- 夏威夷海鰱(Elops hawaiensis)
- 西非海鰱(Elops lacerta)
- 海鰱(Elops machnata)：又可稱為大眼海鰱。
- (Elops saurus)
- 塞內加爾海鰱(Elops senegalensis)
- (Elops smithi)

## 生態
屬於溫、熱帶的洄游性魚類，有時會游入河口且可容忍於淡水水域。幼魚發生變態行為，即「細頭狹帶型」幼魚期，全身透明，浮游於沿岸淺水域與河口區。

## 經濟利用
食用魚，但味道不佳且多小刺，通常做成鹹魚。